# Medaglia commemorativa per atti di filantropia compiuti in mare
La medaglia commemorativa per atti di coraggio verso persone pericolanti in mare fu istituita dal Regno d'Italia, nella seconda metà del XIX secolo, per premiare fatti importanti ed altamente generosi per i quali non fosse tuttavia possible accordare:
- medaglia al valore di Marina, che era destinata a ricompensare atti di coraggio compiuti con rischio della vita verso persone pericolanti in mare, nelle classi d'oro e d'argento, come stabilito con Regio decreto n. 4072 del 1860[1] con il quale erano state riformate le Sovrane determinazioni del 1º marzo 1836 e del 25 marzo 1847 con le quali la decorazione era stata istituita nel Regno di Sardegna;
- menzione onorevole al valor di Marina, per gli atti di coraggio compiuti senza evidente pericolo di vita, ma con slancio e filantropia;
- attestati ufficiali di soddisfazione, poi di benemerenza, da concedersi negli altri casi meritevoli di speciale considerazione, ma non tali da dar luogo al conferimento della medaglia o della menzione onorevole al valor di Marina;

oppure, trattandosi di stranieri, non ne fosse ad essi consentito il conferimento.
La medaglia commemorativa era stata concessa quasi sempre in argento, molto raramente in oro, soprattutto ai capitani che avevano raccolto gli equipaggi di bastimenti nazionali naufragati o in pericolo di affondare durante la navigazione e prodigate loro cure ed assistenza.

## Riforma del 1888
La normativa riguardante tali ricompense fu riformata e riordinata con il Regio decreto n. 5275 del 1888, con il quale furono istituite: la medaglia di bronzo al valor di marina in sostituzione della menzione onorevole e la medaglia commemorativa in bronzo da affiancare a quella d'argento; quindi, dopo tale riforma, gli atti compiuti verso i naufraghi e le persone pericolanti in mare potevano essere premiati con:
- medaglia al valore di marina, d'oro d'argento e di bronzo;
- attestato ufficiale di benemerenza, concesso nei casi meritevoli di speciale considerazione ma non tali da dar luogo al conferimento della Medaglia al valore di marina;
- medaglia commemorativa, d'argento e di bronzo.

Queste ultime e gli attestati ufficiali di benemerenza erano concesse dal Ministro della Marina su parere del Consiglio superiore di marina che esaminava il merito delle azioni compiute.

### Criteri di eleggibilità
Le medaglie commemorative di argento e di bronzo erano riservate a ricompensare, quando non era il caso di concedere quelle al valore di marina, le persone che si distinguevano nel soccorrere gli equipaggi dei bastimenti naufragati, o in pericolo di affondare, durante la navigazione e quelle che compivano atti altamente umani verso naufraghi.
La normativa fu raccolta in un testo coordinato approvato con il Regio decreto n. 487 del 1889 con il quale si precisò che le medaglie commemorative d'argento e di bronzo erano riservate a ricompensare azioni filantropiche compiute in mare sia verso persone isolate, sia verso equipaggi di bastimenti naufragati o in pericolo di perdersi.
La medaglia d'argento era concessa per fatti di maggior grado.

### Descrizione
Le medaglie, d'argento o bronzo, hanno un diametro di sessantotto millimetri e recano:
sul rectol'effigie del re;
sul versoincisi il nome del premiato e una descrizione sommaria del fatto per cui si concede.
Non si potevano portare appese al petto.
Il Ministro della Marina spediva al premiato un certificato nel quale erano indicati il nome del soccorritore, il fatto premiato, e il giorno e il luogo in cui era avvenuto.

## Soppressione
Con il Regio decreto n. 1324 del 1938 fu abrogata e riformata tutta la normativa in materia di concessione di ricompense per atti di coraggio e filantropia compiuti in mare, la medaglia commemorativa e l'attestato di benemerenza furono sostituiti dalla medaglia di benemerenza marinara.
Con lo stesso provvedimento si stabilì che gli atti di coraggio rivolti a salvare vite umane in mare, ad impedire sinistri marittimi o ad attenuarne le conseguenze, sarebbero stati premiati con le medaglie al valor di marina, d'oro d'argento e di bronzo e con l'encomio al valor di marina.